# 福德拉冕状物
福德拉冕状物（英語：Fotla Corona）是金星上一个直径150公里的地表特征。